# Cicipu jezik
Cicipu jezik (zapadni acipa, achipa, acipanci, sagamuk; ISO 639-3: awc) jezik naroda Acipawa kojim govori 20 000 ljudi (1995 CAPRO) u zapadnonigerijskim državama Niger i Kebbi, uključujući gradove Kumbashi, Kakihum i Karisen.
Do 2009. godine ovaj jezik nazivao se zapadni acipa, a (16. siječnja) preimenovan je u cicipu. Jedan je od osam kamuku jezika, šira skupina kainji. Utjecaj jezika hausa je neznatan.

## Vanjske poveznice
- Ethnologue (14th)
- Ethnologue (15th)